# Comuna Isperih, Razgrad
Isperih (în bulgară Исперих) este o comună în regiunea Razgrad, Bulgaria, formată din orașul Isperih și 23 de sate. 

## Localități componente

### Orașe
- Isperih

### Sate
| - Belinți - Bărdokva - Delcevo - Dragomăj - Duhoveț - Goleam Poroveț - Iakim Gruevo - Ionkovo | - Kitancevo - Konevo - Kăpinovți - Ludogorți - Lăvino - Malko Ionkovo - Malăk Poroveț | - Pecenița - Podaiva - Rainino - Sredoselți - Staro Seliște - Sveștari - Todorovo - Vazovo |

## Demografie
Componența etnică a comunei Isperih
     Turci (58,08%)
     Romi (8,26%)
     Bulgari (25,03%)
     Nicio identificare (8,43%)
     Altele (0,18%)
La recensământul din 2011, populația comunei Isperih era de 22.692 locuitori. Din punct de vedere etnic, majoritatea locuitorilor (58,08%) erau turci, existând și minorități de bulgari (25,03%) și romi (8,26%). Pentru 8,43% din locuitori nu este cunoscută apartenența etnică.